# Rheinpreußen-Stadion
Das Rheinpreußen-Stadion war ein Fußball- und Leichtathletikstadion in Moers, in dem der MSV Moers seine Heimspiele austrug. Es lag im Moerser Stadtteil Meerbeck.

## Geschichte
Das unüberdachte Oval mit bis zu 15–20 steinernen Stufen wurde zwischen 1953 und 1956 errichtet, Namensgeberin war die Zeche Rheinpreußen. Offiziell eingeweiht wurde das Rheinpreußen-Stadion im Jahr 1959 bei einem Leichtathletik-Länderkampf der Frauen „Deutschland - Tschechoslowakei“ vor 25.000 Zuschauern (die offizielle Kapazität des Stadions wird heute mit 23.000 Zuschauern beziffert). Das erste Fußballspiel war die Testbegegnung zwischen dem TuS Meerbeck und dem Homberger SV.
Neben dem Fußballrasenplatz wurden im Laufe der Jahre noch ein Aschenplatz, drei Tennisplätze und eine Bogen-Schießanlage zum Sportgelände hinzugefügt.
2021 wurde das Stadion abgerissen.